# Субтропический широколиственный лес острова Пасхи
Субтропический широколиственный лес острова Пасхи — исчезнувший субтропический лесной экологический регион острова Пасхи и близлежащих мелких островов, расположенных на юго-востоке Тихого океана. Занимал общую площадь в 179 км². Был полностью уничтожен людьми, прибывшими на остров Пасхи примерно в V—XI веках нашей эры.
Остров Пасхи является одним из наиболее географически изолированных островов в мире и образует восточную географическую границу Океании. Палеоботанические исследования показывают, что первоначально остров был покрыт пальмово-широколиственным лесом, в котором обитали по меньшей мере шесть видов птиц, два вида ящериц и множество беспозвоночных. С исчезновением леса почти все его обитатели тоже вымерли. В настоящее время остров Пасхи полностью покрыт травой, за исключением нескольких изолированных насаждений декоративных деревьев и кустарников. Из-за своей крайней изолированности и уникальной эндемичной флоры и фауны субтропический широколиственный лес острова Пасхи был выделен Всемирным фондом дикой природы в отдельный экологический и биологический регион.

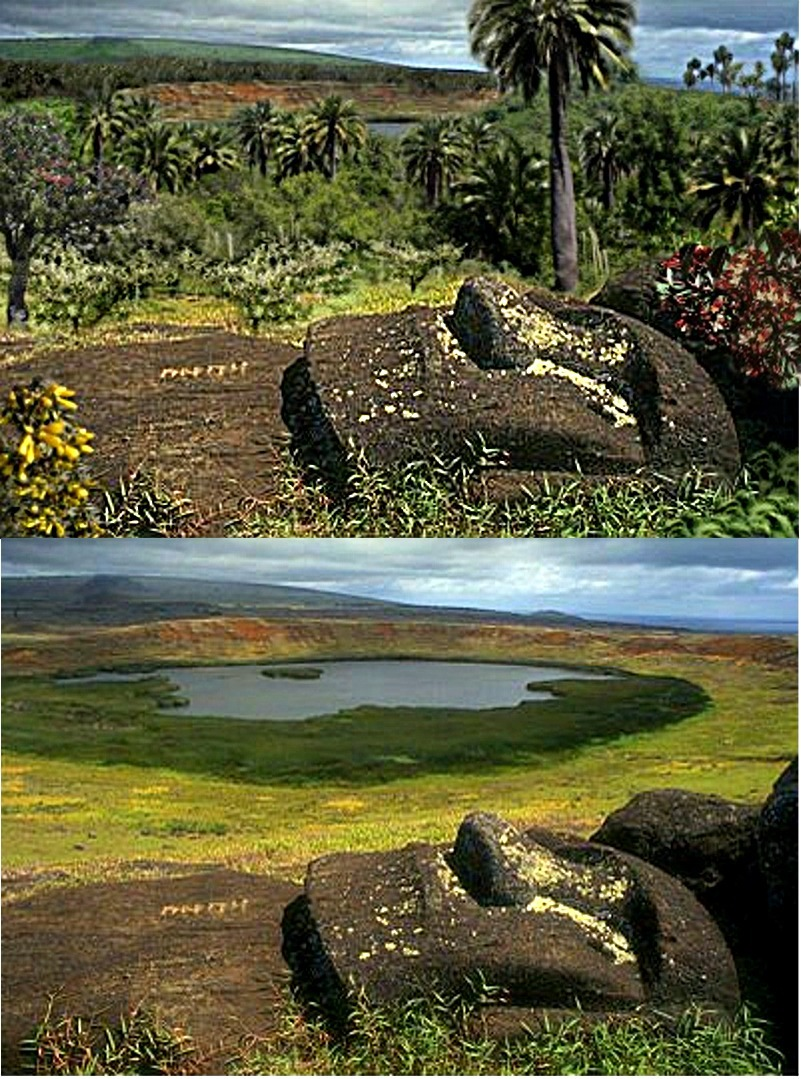
Сравнение исконного ландшафта острова Пасхи (вверху, реконструкция) и нынешнего (внизу)

## Географическое месторасположение
Расположенный в юго-восточной части Тихого океана примерно на 27º южной широты, остров Пасхи находится в 3700 км к западу от Чили и примерно в 2200 км к востоку от острова Питкэрн. Остров Пасхи — самый молодой и самый западный в цепи подводных вулканов, которые, вероятно, образовались над вулканической горячей точкой на тектонической плите Наска, расположенной в восточной части Восточно-Тихоокеанского поднятия. Остров имеет примерно треугольную форму, его площадь 166 км², максимальная высота 600 м. Он состоит из трех основных вулканических вершин: Рано-Кау, Пойке и Теревака, а также нескольких более мелких жерл. Самым старым из них является Пойке, который извергался два раза: первый 9 миллионов лет назад, второй 2,5 миллиона лет назад. Возраст лавы Рано-Кау составляет 940 000 лет, а лавы Тереваки — самые молодые, возраст потоков достигает 300 000 лет. Последние извержения вулканов на острове Пасхи произошли около 13 000 лет назад.
Климат на острове влажный субтропический, с юго-восточными пассатами с октября по апрель. Среднегодовое количество осадков составляет 1118—1250 мм, сезон дождей приходится на зиму, самые обильные осадки обычно выпадают в мае. Средняя температура колеблется от +19 ºC зимой до +24 ºC летом, при этом минимальная и максимальная температуры составляют от +15 ºC в июле до +28 ºC в феврале.
Кроме непосредственно острова Пасхи экорегион включает и небольшой остров Сала-и-Гомес — вулканический остров, риф, расположенный в 415 км к северо-востоку от острова Пасхи. Его длина составляет всего 300 м во время отлива, а во время прилива она сокращается до 70 м. Постоянно подвергаясь воздействию солёных морских брызг, здесь растут только четыре вида наземных растений. Небольшая впадина иногда содержит пресную воду. Крупные популяции морских птиц используют этот крошечный остров для размножения. Наземная часть острова объявлена природным заповедником.
Топография и биота острова Пасхи сформировались в результате неоднократных климатических изменений за последние 38 000 лет, а также в результате самых последних извержений вулканов.

## Флора

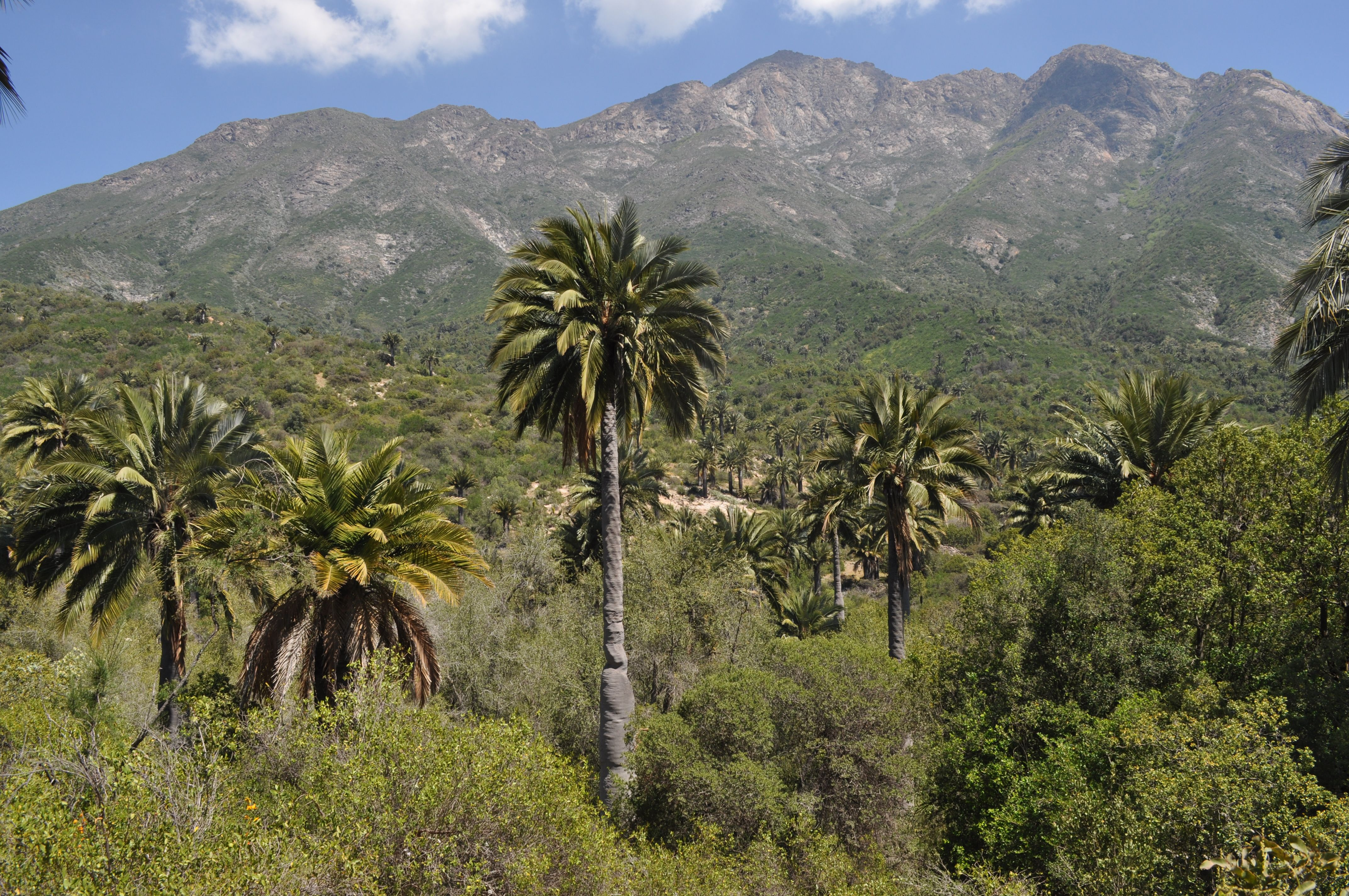
Пальма Jubaea chilensis из Чили, наиболее близкородственный вид вымершей пальме Paschalococos disperta

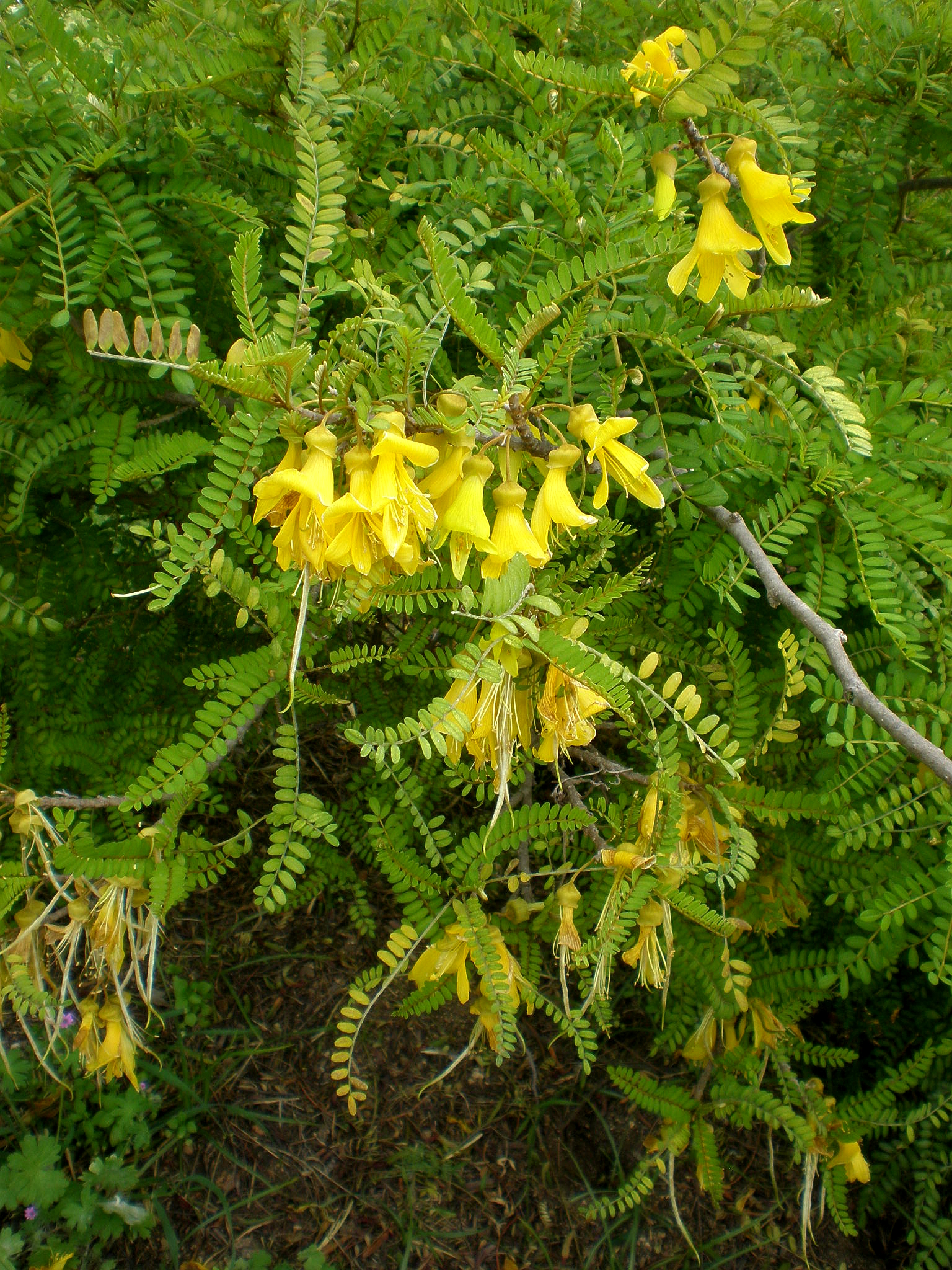
Sophora toromiro, единственный сохранившийся местный вид деревьев острова Пасхи

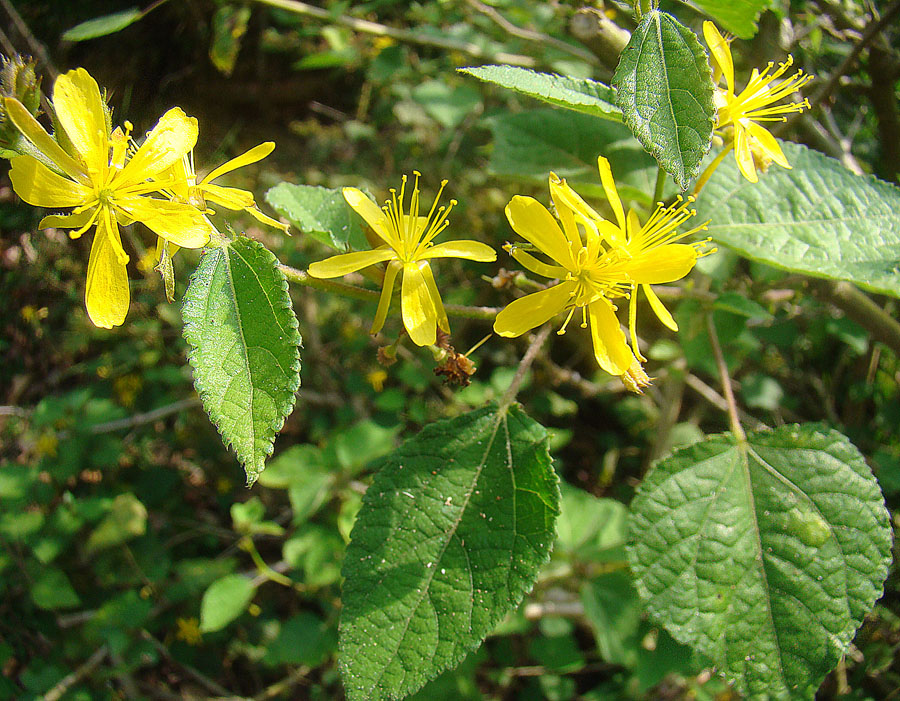
Triumfetta semitriloba

По сравнению с другими субтропическими вулканическими островами Пасхи флористически всегда был беден видами из-за его крайней изоляции и того, что он никогда не был связан с каким-либо континентом. По мнению исследователей, более 70 % местных растений острова были занесены на него птицами. По последним оценкам, исконная флора острова Пасхи состояла из по крайней мере 46 местных видов растений, из которых 9 были эндемичными, в том числе 3 эндемичных вида трав. Однако точный состав флоры острова неизвестен, поскольку исследования продолжаются и многие исследователи расходятся во мнениях относительно идентификации и классификации многих растений. Считается, что многие виды растений исчезли с уничтожением леса.
До появления на острове Пасхи людей на нем произрастал обширный и густой широколиственный лес, состоявший в основном из эндемичного вида пальм Paschalococos disperta, а также деревьев Sophora toromiro и древесных полукустарников Triumfetta semitriloba. Кроме того, на острове было множество кустарников Coprosoma, папоротников и трав. Здесь произрастали по меньшей мере 15 видов папоротников, из которых 4 вида эндемичные: Doodia paschalis, Polystichum fuentesii, Elaphoglossum skottsbergii и Thelypteris espinosae. Растительные сообщества были распределены зонами на разных высотах, особенно на склонах вулканов Рано-Арой и Рано-Рараку. С течением времени эти сообщества менялись по составу и структуре из-за климатических колебаний, происходивших в конце плейстоцена и начале голоцена.
Пальмы Paschalococos disperta составляли основной элемент ландшафта острова Пасхи. Они достигали, предположительно, до 20 метров в высоту при диаметре ствола около 1,5 м. Ствол у этих пальм был раздутый в форме бутылки. Каждая пальма производила от 800 до 1000 небольших орехов, похожих на кокосовые. По оценкам ученых, до прибытия людей на острове одновременно произрастало примерно 19,7 миллионов этих пальм. Пальмовый лес покрывал почти весь остров Пасхи (около 90 % его поверхности), его общая площадь составляла 147,5 км². Росли пальмы не только на равнинных низменных участках острова, но и на склонах и вершинах вулканов до высоты 500 м над уровнем моря. Бо́льшая часть пальмового леса, занимавшая площадь 116 км², располагалась на высотах до 250 м, меньшая, площадью 31,5 км², произрастала на склонах выше 250 м.
Пальмы образовывали густой лес, среднее горизонтальное расстояние между отдельными деревьями на участках острова до высоты 250 м составляло около 2,6 метров, а на верхних склонах вулканов, выше 250 м, примерно 3 метра. Плотность популяции пальм, таким образом, составляла приблизительно 1400 деревьев на гектар или 140 000 пальм на 1 км² в более низменных частях острова и примерно 1 110 деревьев на гектар или 111 000 особей на 1 км² на высотах 250—500 м. Диаметр стволов пальм также несколько уменьшался с увеличением высоты места произрастания.
Софора торомиро (Sophora toromiro) — небольшое дерево, до 3 м в высоту, или кустарник, с перистыми листьями, покрытыми шелковистыми белыми волосками, желтыми цветками и длинными узкими плодами.
Когда-то считалось, что Triumfetta semitriloba, древесный полукустарник, был завезён на остров, поскольку это важное текстильное растение. Однако анализ его пыльцы показал, что он произрастает на острове Пасхи не менее 35 000 лет. Некоторое время считалось, что он вымер на острове, но в 1988 году было найдено по меньшей мере четыре его особи.

## Фауна

### Птицы
Фауна острова Пасхи в настоящее время включает только завезенные человеком либо лишь изредка залетающие виды наземных и 24 вида морских птиц. Однако в древних отложениях острова учеными были найдены и идентифицированы останки ещё по крайней мере шести видов наземных птиц из четырёх семейств: один вид цапель, один сов сипух, два вида пастушковых (в том числе один вид погонышей) и два попугаев. За исключением погоныша (Porzana sp. nov.) найденные кости остальных наземных птиц были слишком фрагментарны, чтобы их можно было идентифицировать до вида или хотя бы до рода. Было лишь установлено, что они представляют по крайней мере шесть видов из четырёх семейств и скорее всего все эти виды являются новыми для науки, ещё не описанными, поэтому велика вероятность, что все они были эндемиками острова Пасхи. Все они вымерли после появления на острове человека из-за уничтожения их местообитаний, интродукции чужеродных видов и непосредственной охоты на них. При исследовании окаменелостей было установлено, что остров Пасхи в прошлом был местом гнездования по крайней мере 25 видов морских птиц (хотя, по некоторым оценкам, их общее количество могло достигать 30 видов), из которых 8—10 видов гнездились на самом острове, а от 13 до 16 видов размножались на одном из близлежащих островков. Поскольку на острове не было хищников, вероятно, миллионы морских птиц гнездились в его первичном лесу до прибытия людей.
В настоящее время на острове Пасхи гнездится 14 видов морских птиц: голуболицая олуша (Sula dactylatra), большой фрегат (Fregata minor), белохвостый фаэтон (Phaethon lepturus), краснохвостый фаэтон (Phaethon rubricauda), рождественский буревестник (Puffinus nativitatis), кермадекский тайфунник (Pterodroma neglecta), хендерсонский тайфунник (Pterodroma atrata), тайфунники Pterodroma heraldica, Pterodroma ultima, Pterodroma nigripennis и Pterodroma alba, тёмная крачка (Onychoprion fuscatus), обыкновенная глупая крачка (Anous stolidus) и крачка Anous albivittus. Ещё четыре вида морских птиц регулярно прилетают на остров, но не размножаются здесь: чернобровый альбатрос (Thalassarche melanophris), капский голубок (Daption capense), южный гигантский буревестник (Macronectes giganteus) и северный гигантский буревестник (Macronectes halli). Кроме того, иногда на остров залетают красноногая олуша (Sula sula), бурая олуша (Sula leucogaster), буревестники Puffinus bailloni и Puffinus myrtae, белая крачка (Gygis alba), очковая крачка (Onychoprion lunatus), а из неморских птиц бурокрылая ржанка (Pluvialis fulva), американский пепельный улит (Tringa incana), острохвостый песочник (Calidris acuminata), песчанка (Calidris alba) и египетская цапля (Bubulcus ibis).
Ещё пять видов неморских птиц были завезены на остров человеком: сизый голубь (Columba livia), домовый воробей (Passer domesticus), обыкновенная диука (Diuca diuca), чилийский степной тинаму (Nothoprocta perdicaria) и химанго (Phalcoboenus chimango).
На острове Сала-и-Гомес гнездятся рождественский буревестник, кермадекский тайфунник, тайфунник Pterodroma ultima, белогорлая качурка (Nesofregetta fuliginosa), красноклювый фаэтон (Phaethon aethereus), краснохвостый фаэтон, большой фрегат, голуболицая олуша, обыкновенная глупая крачка, тёмная крачка, крачка Anous albivittus, регулярно прилетают южный гигантский буревестник и тайфунник Pterodroma heraldica, изредка залетают красноногая олуша, белая крачка, очковая крачка и крачка Anous minutus.

### Остальные животные

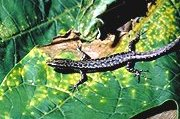
Cryptoblepharus poecilopleurus

До появления человека на острове Пасхи не было млекопитающих, человеком были интродуцированы грызуны и хищники.

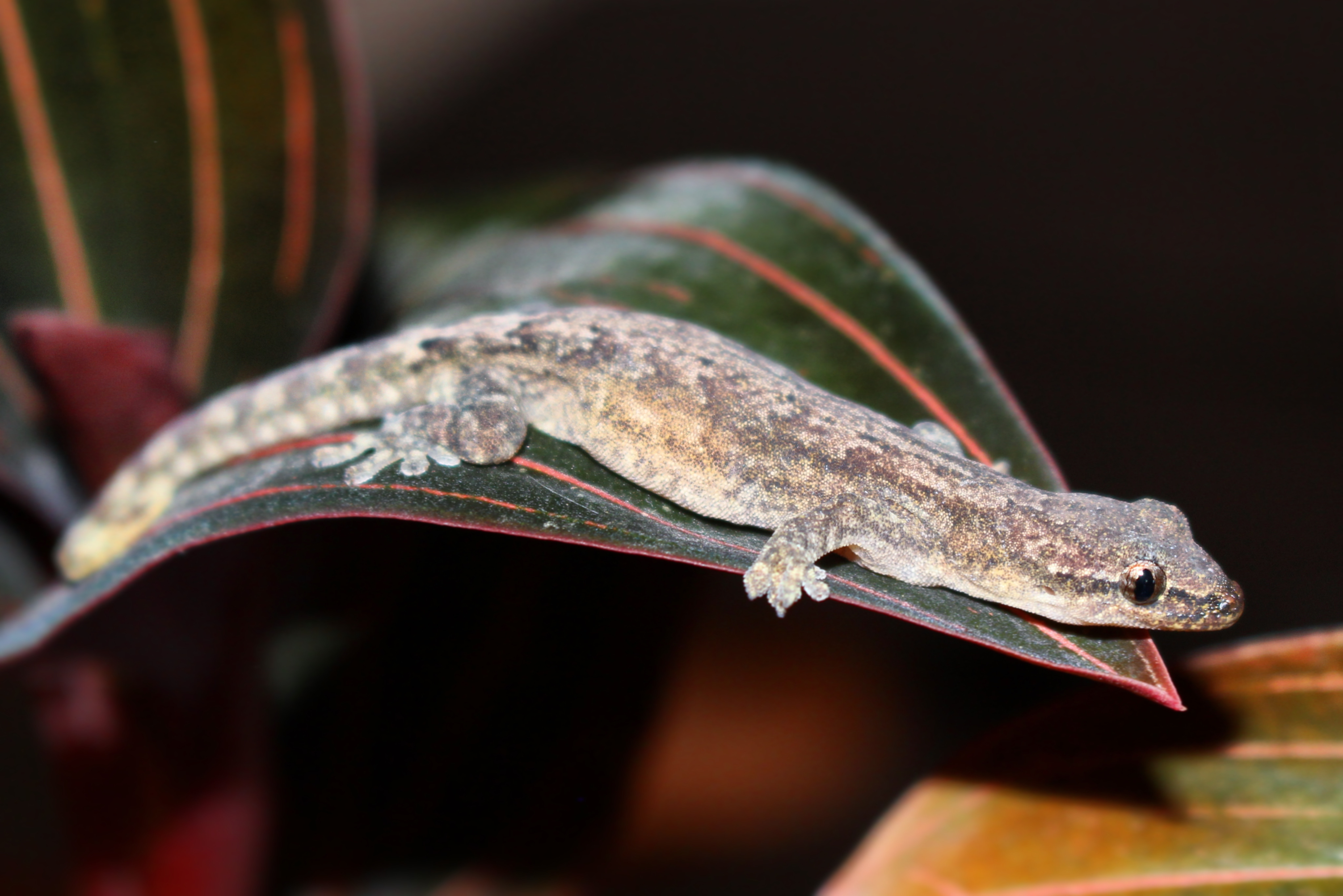
Lepidodactylus lugubris

На острове обитают два вида наземных рептилий — ящерицы пенангский чешуепалый геккон (Lepidodactylus lugubris), широко распространенный в Океании и Юго-Восточной Азии, и эндемичный для острова подвид пёстробокого скрытоглаза (Cryptoblepharus poecilopleurus paschalis) из семейства сцинковых. Хотя существует вероятность, что оба вида могли быть завезены на остров людьми.
Хотя большая часть местной биоты была уничтожена после заселения острова людьми, на нем из беспозвоночных все ещё сохранились несколько эндемичных видов мелких бабочек, мокриц из семейства Armadillidiidae и ногохвосток; вполне вероятно, что вместе с лесами исчезли и другие уникальные беспозвоночные. Большинство видов бабочек острова широко распространены в индо-австралийских тропиках, поэтому считается, что все они проникли на остров с запада. Между лепидофауной острова Пасхи и Южной Америки никакой связи обнаружено не было, хотя 3 вида чешуекрылых острова являются космополитами. Один вид, Asymphorodes trichogramma, обитает на острове Пасхи и Маркизских островах. Кроме того, в лесу острова Пасхи обитали наземные улитки. Примечательно, что до прибытия европейцев в биоценозе острова Пасхи практически не было роющих почву животных, таких как дождевые черви, муравьи и мелкие млекопитающие, которые могли бы совершать биотурбацию почвы.

## Исчезновение
Первые полинезийские поселенцы прибыли на остров Пасхи примерно в V—XI веках нашей эры (более точное время неизвестно). Неизвестно, когда началась обширная вырубка леса, однако к 1722 году, когда на остров прибыли первые европейцы, он был уже почти полностью вырублен, деревьев на острове уже почти не было. На то время лишь несколько деревьев сохранилось на крутых внутренних склонах кратера Рано-Ракау. Данные большинства радиоуглеродных исследований показывают, что остров Пасхи, по-видимому, оставался нетронутым человеком до 1100—1300 годов нашей эры. Исследования фрагментов деревьев и орехов, обнаруженных при археологических раскопках и в трещинах скал, показали, что в XIV веке нашей эры популяция пальм на острове все ещё была значительной. Однако уже на протяжении XV века пальмовый лес сильно сократился, хотя ещё и не исчез полностью. В целом деятельность коренных жителей острова и европейцев глубоко изменила его флору, так что от первоначальной растительности почти ничего не осталось. Пальма Paschalococos disperta полностью вымерла, дерево Sophora toromiro также уже исчезло в дикой природе. Исчезли на острове и виды Coprosoma. Сохранились до настоящего времени только кустарники Triumfetta semitriloba. Кроме того, на остров в общей сложности было завезено 166 чужеродных видов растений. Только недавние палеоботанические исследования ископаемой пыльцы, найденной в отложениях кратерных озёр острова, вулканических отпечатков стволов деревьев, оставленных крушившими и поглощавшими их потоками лавы, остатков корней в почве и древесных фитолитов показали, что до прибытия первых полинезийских поселенцев на острове было множество деревьев, кустарников, папоротников и трав.

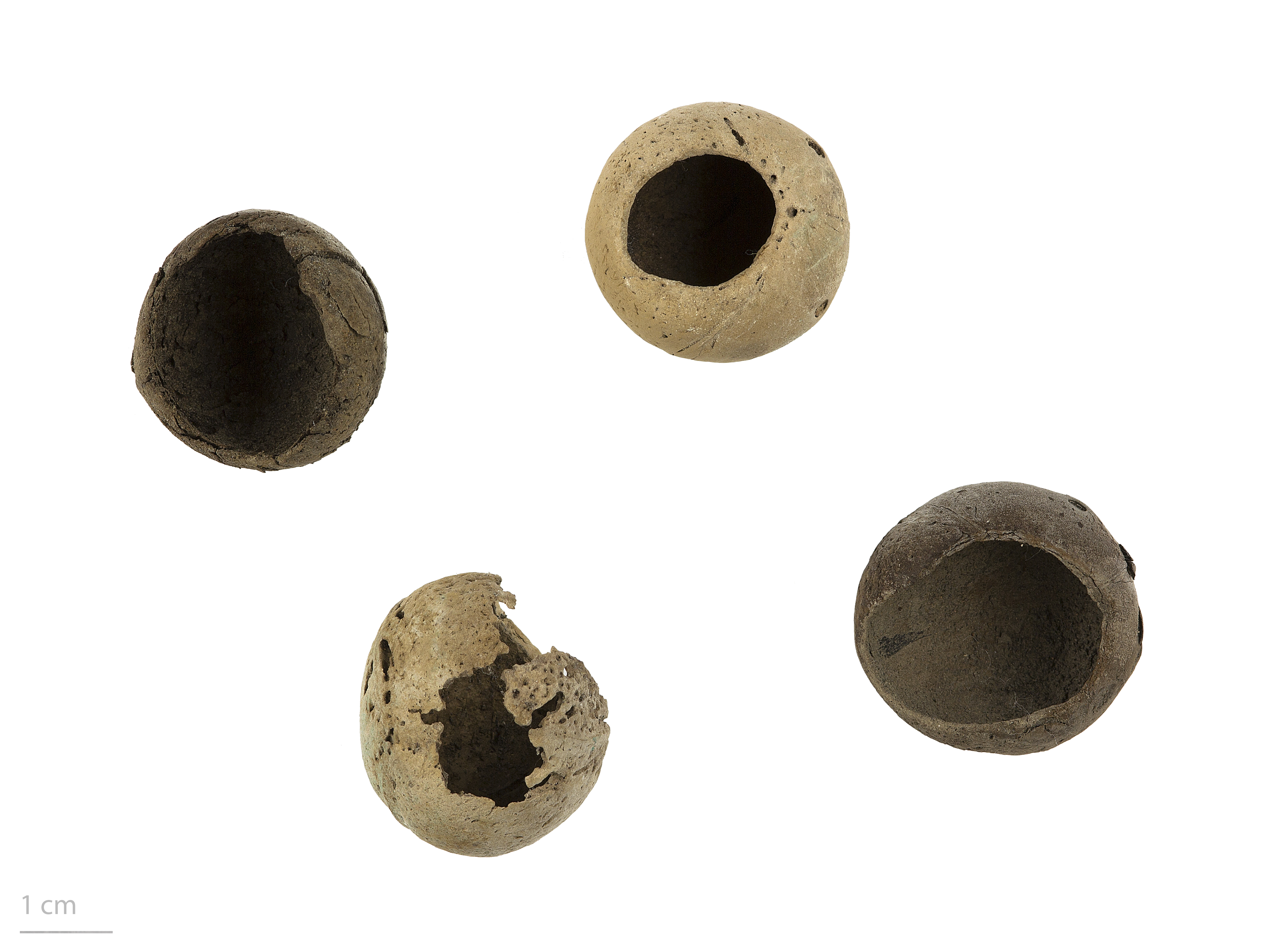
Полуистлевшие скорлупы орехов и фрагменты стволов — всё, что осталось от пальм Paschalococos disperta, эндемичных деревьев острова Пасхи

Считается, что вымершая пальма Paschalococos disperta была основной древесиной, использовавшейся рапануйцами для перемещения огромных каменных статуй моаи. Недавнее[когда?] датирование по углероду-14 с использованием масс-спектрометрического анализа показало, что Paschalococos disperta ещё присутствовала на острове в середине XVII века. По предположению исследователей, чрезмерная эксплуатация коренными жителями острова привела к исчезновению этой когда-то доминировавшей здесь пальмы. Однако некоторые исследователи предполагают, что по крайней мере частично это могло произойти и из-за климатических изменений. Кроме того, существует предположение, что поедать орехи Paschalococos disperta могла завезённая человеком малая крыса (Rattus exulans), препятствуя тем самым её размножению, что также могло сыграть заметную роль в исчезновении этой пальмы.
Софора торомиро также была источником древесины для рапануйцев, и её популяция была очень сильно сокращена коренным населением острова. Она была единственным видом деревьев, сохранившимся на острове ко времени прибытия европейцев. На то время небольшие участки её зарослей ещё сохранялись на вулканических склонах. Однако, после того как в XVIII веке европейцы завезли на остров овец, начали исчезать последние деревья этого вида. Скот объедал листву и кору этих растений, и, повреждённые, они погибали. Во время ботанических исследований на острове в 1917 и 1935 годах было обнаружено по одному дереву этого вида, в 1955—1956 годах в тех же местах были найдены несколько деревьев (по другим данным, только одно дерево), однако уже в 1962 году поиски софоры оказались безуспешными. С тех пор это растение считается полностью исчезнувшим в дикой природе.
Исследования делювиальных отложений показали, что в последнее время существования леса на острове рапануйцы расчищали его подсечно-огневым методом, сжигая лес. Радиоуглеродное датирование обугленных остатков пальм, таких как пни, части орехов, сегменты корней и пальмовые листья, показало, что лесные пожары устраивались примерно между 1200 и 1650 годами нашей эры, то есть потребовалось около четырёх с половиной столетий для почти полного уничтожения лесного массива с преобладанием пальм. Наиболее интенсивное его уничтожение происходило между 1280 и 1550 годами нашей эры. Возможно, после 1650 года всё ещё существовало несколько небольших популяций деревьев, однако, вероятно, все они были уничтожены до прибытия европейцев в 1722 году.
Исследования показали, что вырубка леса началась не в низменностях вблизи побережья, где возникло большинство первых поселений рапануйцев. Наиболее ранние свидетельства вырубки лесов находятся на более удалённых и высоких местах, таких как более высокие склоны полуострова Пойке. Исследования показали, что даже на больших высотах в центре острова вырубка леса началась ещё в XIII веке. На всем острове было обнаружено только два места, где пальмы сами выросли или были посажены людьми после первого подсечно-огневого сведения первичного леса. Первое было найдено на внутреннем склоне Рано-Рараку, второе — в верхнем течении Кебрада-Вайпу, где рапануйцы высадили пальмы на вымощенных камнями террасах.
Интенсивная вырубка леса рапануйцами привела к водной и ветровой эрозии почвы. Водная эрозия смыла частицы почвы вниз по склону. Меньшее количество грунта было вынесено реками в море, большая часть отложилась в виде деллювиальных слоев на нижних склонах и в неглубоких сухих долинах.
Сегодня остров почти полностью покрыт травой, за исключением нескольких изолированных насаждений декоративных деревьев и кустарников. Большая часть острова в настоящее время покрыта интродуцированными видами злаков: ковылей Stipa spp. и Nasella spp., спороболом Sporobolus indicus и пальчатым свинороем (Cynodon dactylon). Дно кратера Рано-Ракау сейчас покрыто густыми зарослями высокого камыша Schoenoplectus californicus tatora. Исследователь истории острова Тур Хейердал высказывал предположение, что он мог быть завезен на остров древними мореплавателями из Перу, однако исследования его пыльцы показывают, что он рос на острове по крайней мере 30 000 лет, то есть на десятки тысяч лет раньше прибытия на остров людей, поэтому вполне вероятно, что он мог быть занесен сюда птицами, как и более 70 % видов местных растений острова. Людьми были завезены на остров несколько видов пальм, таких как кокосовая пальма (Cocos nucifera) и юбея чилийская (Jubaea chilensis), из Французской Полинезии и Южной Америки.

## Восстановление
Исследователь истории острова Тур Хейердал в 1950-х годах привёз в Европу несколько семян софоры торомиро с последнего уцелевшего дерева, которые он передал в ботанический сад города Гётеборга в Швеции. В 1979 году эти семена проросли и из них удалось вырастить молодые деревья. Недавно сотрудниками британских Королевских ботанических садов Кью были предприняты попытки реинтродукции на остров деревьев торомиро. Однако чужеродные растения и животные затрудняют сохранение и восстановление сохранившихся природных сообществ и видов острова. Например, для того, чтобы смогли восстановиться местные виды растений, должен строго контролироваться выпас лошадей и других травоядных домашних животных. Хотя в 1935 году в качестве охраняемой территории был создан национальный парк Рапануи площадью 68 км², он имеет недостаточно эффективное управление и поддержку, поскольку жители острова не признают власть чилийского правительства и часто игнорируют правила парка.
Интенсивный выпас скота, инвазивные виды растений и животных, а также частые пожары представляют серьёзную угрозу для сохранившихся местных растительных сообществ и продолжают сокращать популяции последних местных видов. Любые усилия по восстановлению местной экосистемы должны будут учитывать все эти угрозы. Кроме того, угрозу для растительности острова представляют также археологические исследования, эрозия почвы и ущерб, причиняемый туристами. Недавно Чили объявило о планах ускорить развитие острова Пасхи.
Приоритетными природоохранными мерами на острове на ближайшие годы являются: 1) поддержка дальнейших усилий по выращиванию и восстановлению деревьев торомиро на крутых склонах, недоступных для выпаса скота и пожаров; 2) защита нескольких пещер, в которых до сих пор сохранились популяции местных беспозвоночных (туристы вытаптывают хрупкие заросли папоротника); и 3) уничтожение крыс и коз на прибрежных островах для сохранения местных беспозвоночных и морских птиц.